# El Ançor
El Ançor (în arabă العنصر) este o comună din provincia Oran, Algeria.
Populația comunei este de 11.469 de locuitori (2009).